# Geisa Arcanjo
Geisa Rafaela Arcanjo (São Roque, 19 de setembro de 1991) é uma atleta brasileira, especialista nas provas de arremesso de peso e lançamento de disco.

## Carreira
Aos 20 anos de idade, se classificou para os Jogos Olímpicos de Londres 2012 ao ganhar a medalha de ouro no 15º Campeonato Ibero-Americano de Atletismo, em Barquisimeto, na Venezuela. Ela venceu a prova do arremesso do peso com a marca de 18,84 m, superando o índice de 18,55 m exigido pela Confederação Brasileira de Atletismo (CBAt). Com isso, bateu o recorde sul-americano sub-23 e se aproximou do recorde sul-americano adulto, que é de 19,30m da brasileira Elisângela Adriano. 
Nos Jogos Olímpicos de Londres 2012, Geisa arremessou o peso à distância de 18,47m nas eliminatórias, ficando em 11º lugar e obtendo vaga na final olímpica. Na final, arremessou o peso a 19,02 m, batendo seu recorde pessoal e ficando em oitavo lugar. Posteriormente, a campeã olímpica de 2012, Nadzeya Ostapchuk, foi pega no anti-doping e perdeu sua medalha de ouro. Com a mudança no resultado da prova, Geisa ganhou uma posição, terminando sua participação olímpica em sétimo lugar.
Nas Olimpíadas RIO 2016, a brasileira Geisa Arcanjo ficou na nona posição entre as 12 melhores atletas do mundo, com a marca de 18,16 metros. A norte-americana Michelle Carter ficou com o ouro ao arremessar a bola de metal a 20,63 metros.A prata ficou com a neozelandesa Valerie Adams, com arremesso de 20,42 metros, e o bronze foi conquistado pela húngara Anita Marton, com 19,87 metros.
A marca da brasileira na final ficou abaixo do arremesso que ela fez na classificatória. Na busca por uma vaga para final, Geisa Arcanjo havia lançado 18,27 metros. Se ela conseguisse repetir o lançamento na final teria ficado com a quarta colocação na Rio 2016. 